# Osmunda fraseri
Osmunda fraseri là một loài dương xỉ trong họ Osmundaceae. Loài này được F.Muell. mô tả khoa học đầu tiên năm 1883.
Danh pháp khoa học của loài này chưa được làm sáng tỏ. 